# Destructor Separatista

Los Destructores Separatistas son unas naves estelares de combate en el universo ficticio de Star Wars.

## Características
Desde el inicio de las Guerras Clon se han construido, destruido en combate y reemplazado infinidad de destructores ligeros de la clase Recusant, producidos en masa por entusiastas trabajadores dirigidos por capataces de la Tecnounión con materiales de diversos mundos de la Federación de Comercio. Aunque abundan los ataques en solitario de destructores Recusant contra naves comerciales de la República Galáctica, su eficacia real se manifiesta en grandes despliegues. De cuatro a seis destructores superan en potencia de fuego a un crucero clase Venator o destructor Victoria, si bien se requerería un millar para derribar uno de los grandes destructores Mandador II de los Astilleros Kuat.
Al menos una de estas naves fue empleada por la Rebelión durante la Guerra Civil Galáctica.